# Einbaum von Brigg

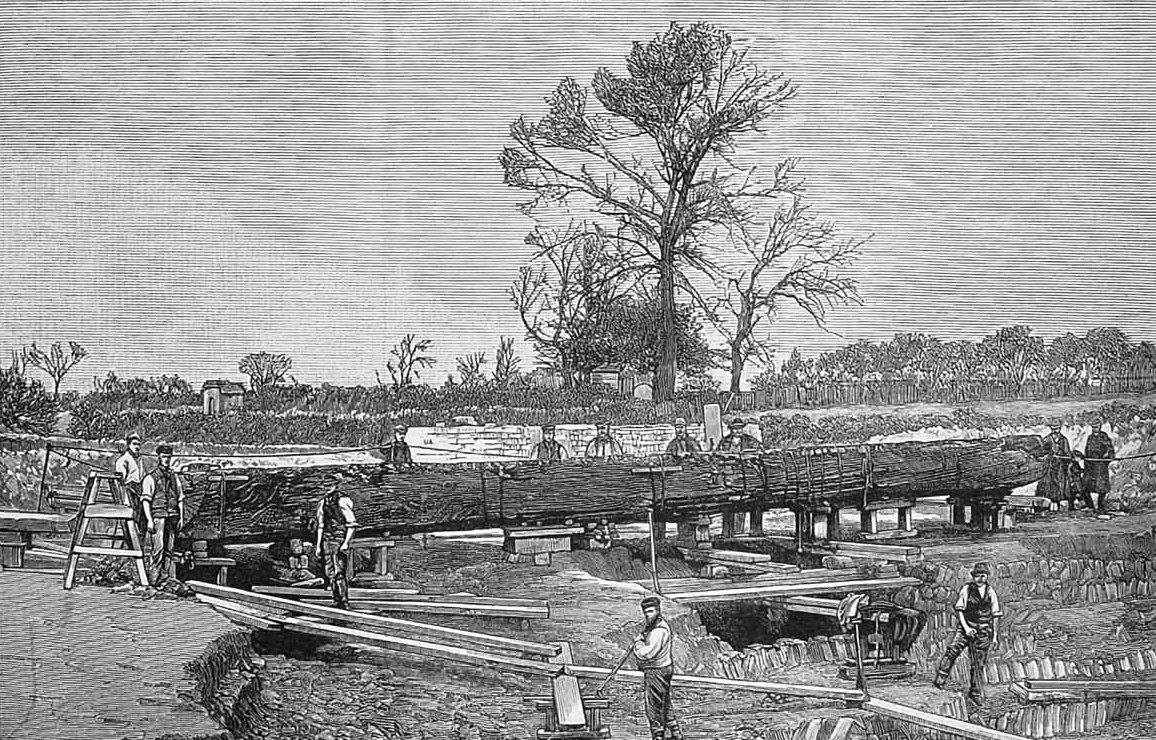
Einbaum von Brigg

Der Einbaum von Brigg wurde 1886 am rechten Ufer des Old River Ancholme gefunden. Er lag 250 Meter unterhalb der County Bridge, in Brigg in Lincolnshire in England. Der Einbaum von Brigg gilt als größtes bewegliches prähistorisches Relikt Großbritanniens. Es wurde im Zweiten Weltkrieg zerstört, als eine Bombe das Leeds Museum traf.
Das beim Bau eines Gasometers entdeckte Boot befand sich im rechten Winkel zum alten Flusslauf. In diesem Teil von Lincolnshire lag in der Eisenzeit (1. bis 5. Jahrhundert) zwischen den beiden Hügeln von Brigg und dem Humber ein breites Schwemmland. Der Ancholme war ein Arm des Ästuars des Humber und tiefer und breiter als der heutige Fluss. Das Ancholmetal war ein Gezeitenareal, das nach und nach verschlammte. In einigen Teilen von Lincolnshire wurden das Land in den letzten Jahren künstlich erhöht und die Flüsse kanalisiert.
In einem runden Aushubbereich wurde der etwa 14,8 m lange, 1,52 m breite und 0,84 m tiefe Einbaum gefunden, der zunächst für einen Baumstamm gehalten wurde. Bald wurde jedoch klar, dass es ein enormes Boot war, das sorgfältig ausgegraben und gehoben wurde. Der Bug verläuft in einer plumpen Rundung, das Heck ist durch ein eingelassenes Querbrett geschlossen. In beiden Seitenwänden, befinden sich etwas unterhalb von der Oberkante Löcher von 10 bis 15 cm Durchmesser, die wahrscheinlich zur Befestigung von Sitzen dienten, die zugleich wie Querschotten wirkten. Vermutlich wurde der Einbaum nicht mit Riemen, sondern mit Paddeln bewegt. Das Boot war kaum für Seereisen geeignet und diente wahrscheinlich als Transportmittel zwischen den Talseiten.
Der Einbaum konnte 30 Mann aufnehmen. Der Fund, der aufgrund seiner Lage wohl der Zeit der römischen Invasion zuzuschreiben ist, bietet eine bemerkenswerte Bestätigung der Nachrichten des Plinius und Tacitus, wonach die Einbäume der Kelten 30 bis 40 Mann zu tragen vermochten.